# Acide élénolique
L'acide élénolique est un composé phytochimique présent dans les feuilles d'olivier et dans l'huile d'olive. Il peut être considéré comme un marqueur de la maturation des olives.
Il forme des esters avec le tyrosol et ses dérivés, par exemple l'oleuropéine, la 10-hydroxyoleuropéine, le ligstroside et le 10-hydroxyligstroside.
L'acide élénolique a un effet hypoglycémiant et peut présenter un intérêt contre l'obésité. En effet, il induit la libération dans l’intestin d'hormones GLP-1 et PYY3-36, qui induisent conjointement une sensation de satiété.